# Misshandlingen
Misshandlingen är en svensk dramafilm från 1969, regisserad av Lars Lennart Forsberg. Filmen tilldelades två guldbaggar 1970 för högsta kvalitetspoäng och bästa regi med motiveringen:
| ”                        | 1970 års guldbagge har av Svenska Filminstitutet tilldelats Lasse Forsberg för aggressiviteten, uttrycksintensiteten och viljan till kontroversiell analys i Misshandlingen, ett viktigt inlägg i svensk film- och samhällsdebatt. | „ |
| – Svenska Filminstitutet | |   |